# Forêt nationale de Chattahoochee-Oconee

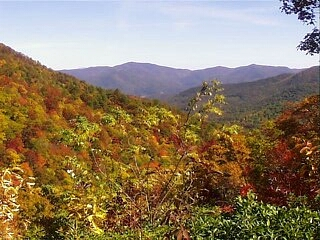
Forêt nationale de Chattahoochee-Oconee en automne.

La forêt nationale de Chattahoochee-Oconee dans le nord de la Géorgie aux États-Unis comprend deux forêts nationales, la forêt nationale de Chattahoochee et la forêt nationale de Oconee.
La superficie totale combinée est de 3 504 kilomètres carrés, dont 3 037 kilomètres carrés liés à Chattahoochee et 467 kilomètres carrés liés à Oconee.
Le comté avec la plus grande partie de la forêt est la comté de Rabun, en Géorgie, avec 601,7 kilomètres carrés dans ses frontières. 